# Myrsine viridis
Myrsine viridis är en viveväxtart som beskrevs av Henry Hurd Rusby. Myrsine viridis ingår i släktet Myrsine och familjen viveväxter. Inga underarter finns listade i Catalogue of Life.